# Molobratia
Molobratia is een vliegengeslacht uit de familie van de roofvliegen (Asilidae).

## Soorten
- M. arkadii Lehr, 2002
- M. bokhai Lehr, 2002
- M. chujoi Nagatomi & Imaizumi & Nagatomi, 1989
- M. egregia (Loew, 1869)
- M. inopinatus (Walker, 1860)
- M. inopportunus (Walker, 1860)
- M. japonica (Bigot, 1878)
- M. kanoi Hradský, 1980
- M. nipponi Hradský, 1980
- M. pekinensis (Bigot, 1878)
- M. purpuripennis (Matsumura, 1916)
- M. sapporensis (Matsumura, 1916)
- M. teutonus

Langpootroofvlieg (Linné, 1767)
- M. triangulata Haupt & Azuma, 1998
- M. youngi Geller-Grimm, 2005